# Regolazione della glicemia
La regolazione della glicemia consiste nella regolazione della concentrazione di glucosio nel sangue da parte di meccanismi neurormonali e metabolici.

## Valori della glicemia
Normalmente i valori della glicemia, in un individuo a digiuno da otto ore, variano da 70 a 110 mg/dl. È auspicabile mantenere un livello di glicemia tendente ai livelli più bassi di questo intervallo, in modo da diminuire il rischio di patologie come il diabete mellito o tumori. Il glucosio è un'ottima fonte di energia per l'organismo umano. Quando, attraverso la nutrizione, non si raggiunge la quantità di energia di cui l'organismo ha bisogno entra in funzione il fegato che, attraverso la glicogenolisi e la gluconeogenesi, garantisce il flusso di glucosio, e dunque di energia, di cui il sistema nervoso centrale necessita.

## Regolazione
La regolazione della glicemia è per lo più affidata a meccanismi di natura endocrina, in particolare basati sulla secrezione di ormoni pancreatici, anche se influenze nervose possono avere un ruolo notevole nel determinare il livello glicemico, poiché la risposta di stress provocata da una scarica simpatica, che libera anche adrenalina e nor-adrenalina dal surrene, genera un aumento della glicemia.

### Il ruolo del pancreas
La ghiandola endocrina più implicata nella regolazione della glicemia è il pancreas. Tra gli ormoni secréti dal pancreas, insulina e glucagone sono quelli deputati in maniera specifica al controllo omeostatico della glicemia.

#### Insulina
L'insulina è un ormone proteico che viene secréto in risposta ad un innalzamento del livello glicemico, ad esempio dopo aver consumato un pasto ricco di carboidrati. L'insulina ha un effetto ipoglicemizzante, è cioè in grado di abbassare il livello di glucosio nel sangue. L'insulina favorisce l'utilizzo del glucosio da parte del muscolo e del tessuto adiposo e la formazione di glicogeno epatico.

#### Glucagone
Il glucagone, detto anche ormone della fame, ha un effetto iperglicemizzante, è cioè in grado di aumentare i livelli plasmatici di glucosio. Durante i periodi di digiuno prolungato la sua secrezione raggiunge il picco massimo. Interviene anche dopo i pasti, per equilibrare l'azione dell'insulina evitando punte ipoglicemiche. Il glucagone aumenta anche la formazione di glucosio epatico, a partire dal glicogeno, mediante il processo chiamato glicogenolisi.

#### Cortisolo
Il cortisolo è un ormone che, se pur in maniera meno importante, altera il livello glicemico. È in grado di elevare la glicemia e di antagonizzare le azioni dell'insulina sul muscolo. Insieme all'adrenalina si attiva in reazione allo stress.

#### Adrenalina
L'adrenalina è un ormone che stimola l'elevazione della glicemia in maniera rapida e, insieme al cortisolo, l'aumento della produzione epatica di glucosio a partire da glicogeno. Insieme al cortisolo è importante nella reazione allo stress.

## Alimentazione
I pasti vengono composti in modo tale che l'equilibrio glicemico resti stabile il più a lungo possibile. La fame tra un pasto e l'altro è il primo indice di un pasto errato. Bisogna anche tener conto che lo stress contribuisce allo squilibrio glicemico. Particolare attenzione va posta all'assunzione dello zucchero bianco, controindicato per chi vuol tutelare il proprio equilibrio glicemico. Anche gli altri zuccheri, contenuti come additivi nei prodotti industriali, a lungo andare potrebbero causare sbalzi di glicemia e problemi al pancreas. Quando si mangia un dolce gli zuccheri vengono consumati in poche ore, e perciò si sente nuovamente il bisogno di mangiare, e dunque di zuccheri. È per questo che bisogna comporre pasti che garantiscano un assorbimento e un consumo di glucosio lento, in modo da evitare un continuo stato di oscillazione insulino-glicemico. Per questo ad ogni pasto a piccole quantità di zuccheri è bene associare alimenti ricchi di iodio, ferro, grassi, proteine e fibre. È consigliato saltare in padella i pasti, poiché il condimento stimola il metabolismo e aiuta ad abbassare il carico glicemico complessivo del pasto. È fondamentale tutelare l'equilibrio glicemico, perché il suo squilibrio potrebbe anche causare disturbi neurologici.

## Glicemia e sport
Un'attività fisica abbastanza intensa e regolare abbassa la glicemia sotto i 100/90 mg/dl. L'alimentazione gioca un ruolo fondamentale: assumere troppi carboidrati, proteine o grassi fa ingrassare. Non vanno assunte quantità di carboidrati superiori alle normali necessità metaboliche quando l'organismo non ne ha bisogno, poiché verrebbero immagazzinati sotto forma di grassi, soprattutto  in assenza di attività fisica. Dopo l'attività fisica, assumere molti carboidrati aiuta a ripristinare l'equilibrio glicemico del nostro corpo.